# Świątynia Zeusa w Olimpii

Plan świątyni Zeusa w Olimpii

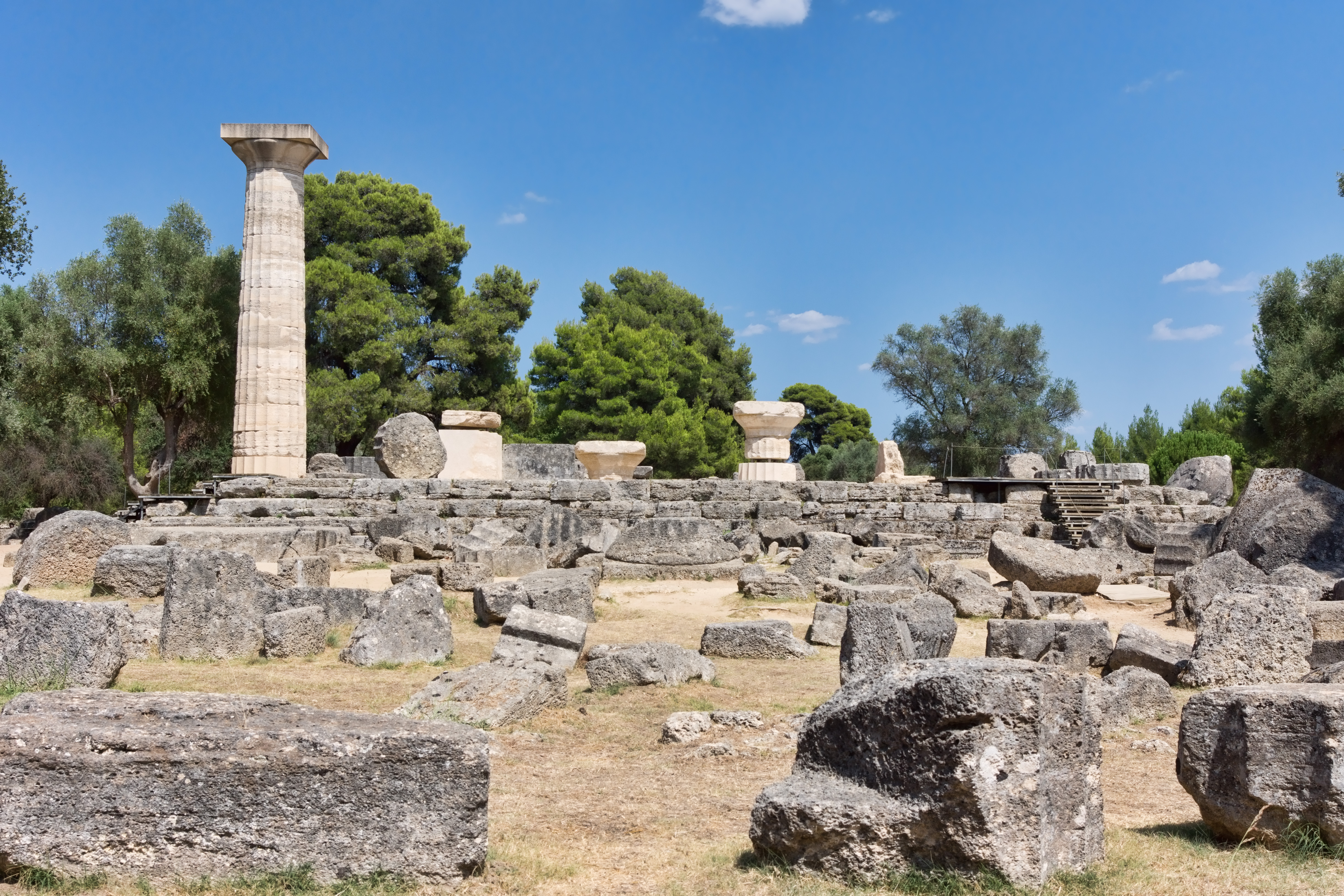
Ruiny świątyni Zeusa w Olimpii, 2013

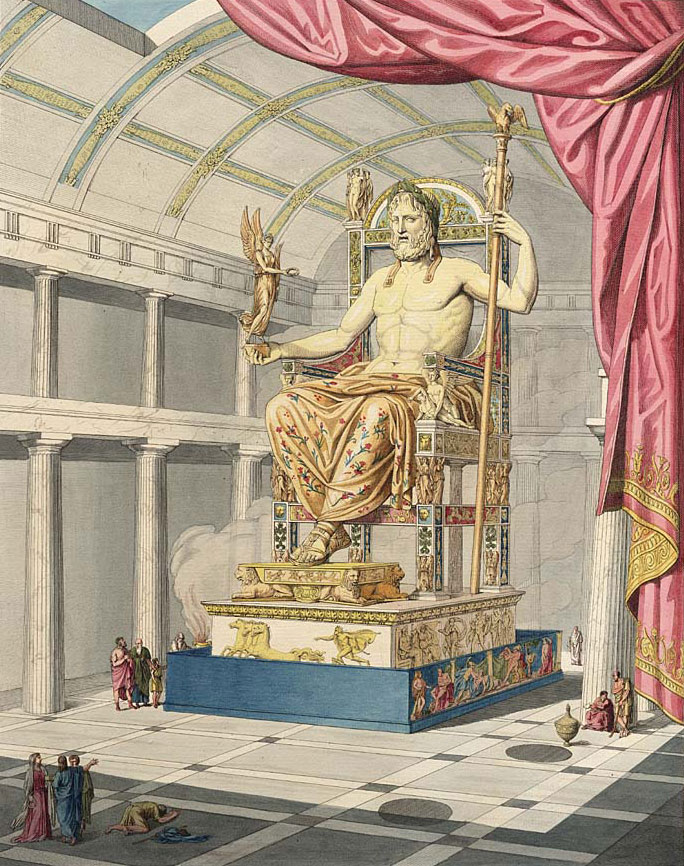
Wyobrażenie posągu Zeusa dłuta Fidiasza, 1815

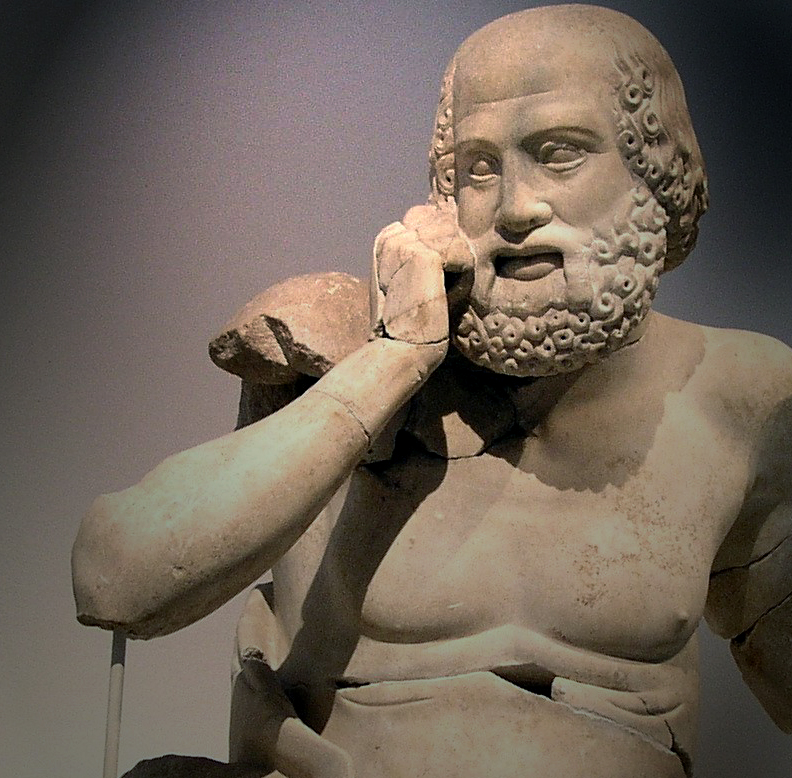
Wróżbita, fronton wschodni, Muzeum Archeologiczne w Olimpii

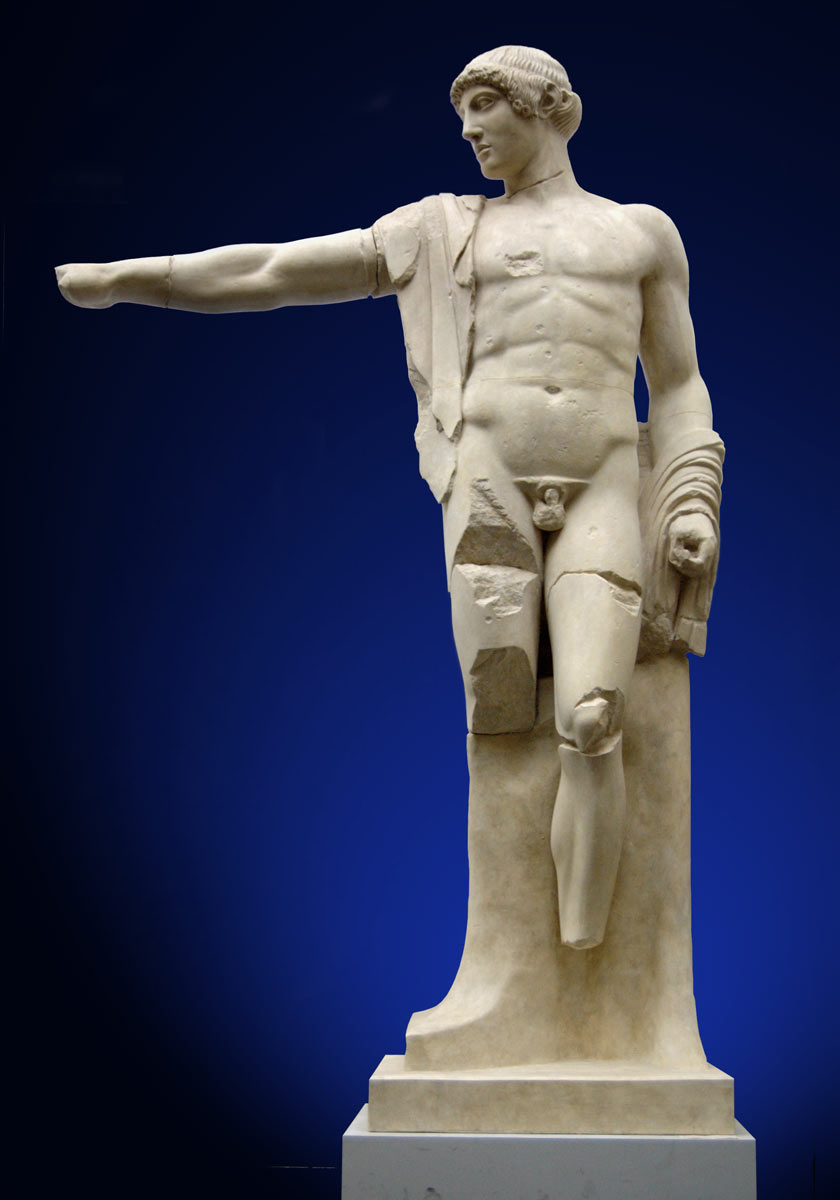
Apollo, fronton zachodni, Muzeum Archeologiczne w Olimpii

Świątynia Zeusa (nowogr. Ναός του Δία) – starożytna świątynia poświęcona Zeusowi w Olimpii, największa ówczesna świątynia na Peloponezie, doskonały przykład architektury doryckiej, współcześnie część stanowiska archeologicznego w Olimpii, które w 1989 roku zostało wpisane na listę światowego dziedzictwa UNESCO.

## Historia
Świątynia Zeusa została wzniesiona w latach 470–456 p.n.e. w centralnej części sanktuarium Zeusa w Olimpii – Altisu. Gmach został ufundowany przez mieszkańców Elidy z łupów wojennych po wojnie peloponeskiej. Była to wówczas największa świątynia na Peloponezie i doskonały przykład architektury doryckiej. Gmach uległ uszkodzeniu podczas trzęsienia ziemi w 374 p.n.e.
Świątynia została spalona z rozkazu Teodozjusza II w 426 roku. Ostatecznie zniszczyły ją trzęsienia ziemi w 551 i 552 roku.
Ruiny olimpiejonu to współcześnie część stanowiska archeologicznego w Olimpii, które w 1989 roku zostało wpisane na listę światowego dziedzictwa UNESCO.

## Architektura
Według greckiego geografa Pauzaniasza (100/110–180 n.e.), który odwiedził Olimpię ok. 160 roku, architektem świątyni był Libon z Elidy. Gmach został zbudowany w stylu doryckim, orientowany na osi wschód-zachód. Na krepidomie postawiono 6 kolumn z przodu i z tyłu, 13 po bokach. Kolumny były z wapienia pokryte białym stiukiem, miały ponad 10 m wysokości, a ich średnica przy bazie wynosiła 2,25 m. Świątynia miała 20 m wysokości, jej dach zdobiły liczne ozdobne akroteria autorstwa Pajoniosa z Mende.  
Świątynia miała trzy pomieszczenia: pronaos, cellę i opistodomos, przy czym pronaos i opistodomos były zakończone antami. Na podłodze pronaosu zachowały się pozostałości późniejszej barwnej mozaiki z otoczaków z przedstawieniami Trytona. Przed pronaosem znajdowało się miejsce wyłożone sześciokątnymi płytami z marmuru, gdzie zwycięzcom igrzysk wkładano na głowy wieńce laurowe.     
Cella, otwarta na wschód, przedzielona była dwoma podwójnymi rzędami 7 kolumn na trzy nawy. W środku, oddzielony od publiczności, stał chryzelefantynowy posąg Zeusa dłuta Fidiasza z ok. 430 p.n.e. – jeden z siedmiu cudów świata. Rzeźba przedstawiała Zeusa siedzącego na tronie, trzymającego w prawej dłoni statuę bogini Nike, a w lewej berło. Obnażone części ciała wykonano z kości słoniowej, a szaty i tron ze złota, przy czym tron ozdobiono reliefami ze scenami mitologicznymi. Po wprowadzeniu zakazu igrzysk olimpijskich, posąg został wywieziony do Konstantynopola ok. 420 roku, gdzie przepadł w pożarze w 475 roku.

### Dekoracja rzeźbiarska
Świątynię wyróżniała bogata dekoracja rzeźbiarska. Dekoracja frontonów to doskonały przykład rzeźby z okresu wczesnoklasycznego. Figury frontonów zostały wykonane z marmuru z Paros w latach 470–460 p.n.e. Podczas trzęsienia ziemi w 374 p.n.e. zawaliła się fasada wschodnia i wypadły wszystkie rzeźby z frontonów. Mniej uszkodzone rzeźby naprawiono, a trzy zniszczone figury kobiet z frontonu zachodniego zastąpiono nowymi z marmuru z Pentelejkonu i po remoncie budowli wstawiono na miejsce.   

#### Fronton wschodni
Na frontonie wschodnim ukazano scenę przed pojedynkiem pomiędzy Pelopsem a Ojnomaosem, sędziowanym przez Zeusa. Najprawdopodobniej jest to scena przysięgi składanej przez uczestników pojedynku i nadzorowanej przez Zeusa. Przepowiednia głosiła, że Ojnomaos umrze, kiedy jego córka – Hippodameja – wyjdzie za mąż. Dlatego wyzywał pretendentów do jej ręki na pojedynek – ściganie się rydwanami z Olimpii to Koryntu. Nikt nie mógł się równać z Ojnomaosem, którego rydwan ciągnęły konie od Aresa, ojca Ojnomaosa. Ojnomaos zawsze zwyciężał, a pokonanych rywali zabijał. Według wersji Pauzaniasza, Pelops przekupił woźnicę króla – Myrtilosa, aby popsuł jego rydwan, co doprowadziło w konsekwencji do śmierci Ojnomaosa. Jednak zamiast wynagrodzić Myrtilosa, Pelops go utopił. Przed śmiercią Myrtilos przeklął Pelopsa i jego potomstwo. Według wersji Pindara, Pelops wygrał wyścig, bo miał szybsze konie otrzymane od Posejdona.  
Scena została odtworzona na podstawie opisu Pauzaniasza, przy czym opis ten doczekał się ponad 60 interpretacji. Bezspornym pozostaje środkowa postać Zeusa, po którego jednej stronie widać Ojnomaosa z żoną, a po drugiej Pelopsa z Hippodameją, a za nimi ich zaprzężone rydwany. Żadna z postaci nie okazuje emocji, jedynie twarz wróżbity – starego, łysego człowieka – wyraża szok, widząc to co ma się dopiero wydarzyć. Przedstawienie emocji jest nietypowe dla okresu archaicznego.   

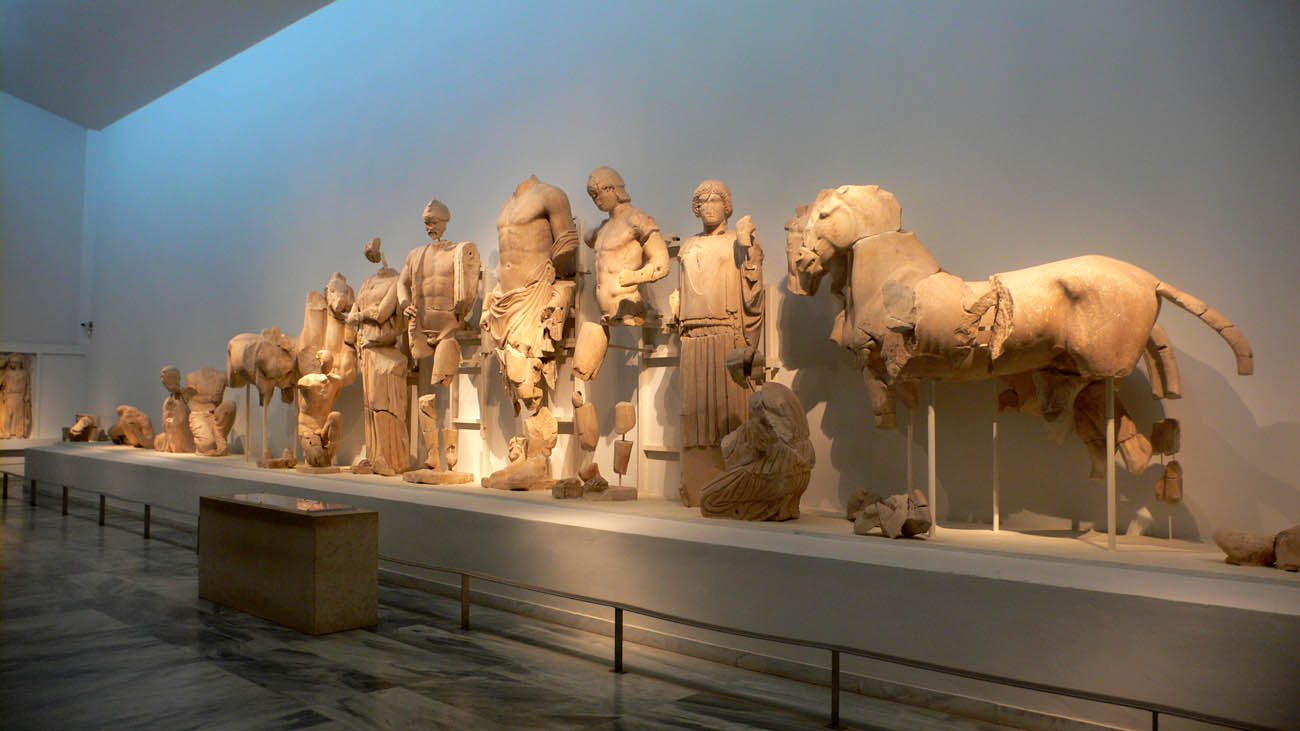
Dekoracja frontonu wschodniego – scena przed pojedynkiem Pelopsa z Ojnomaosem, Muzeum Archeologiczne w Olimpii

#### Fronton zachodni
Fronton zachodni zdobiło przedstawienie walki pomiędzy Lapitami a centaurami podczas ślubu Pejritoosa – króla Lapitów z Hippodameją. Pejritoos zaprosił na swój ślub sąsiadów z północy, centaurów, którzy łatwo się upijali, a pod wpływem alkoholu stawali się agresywni. Centaurowie szybko się upili i zaatakowali pannę młodą oraz innych gości. Pan młody wraz ze swoim przyjacielem – Tezeuszem ruszyli na ratunek i wyrzucili centaurów z wesela.        
Pośrodku frontonu, podobnie jak w przypadku frontonu wschodniego, umieszczono postać boga, większość badaczy skłania się do interpretacji, że jest to Apollo. Po jego obydwu stronach ukazano po trzy postaci: centaura, lapickiej kobiety i herosa. Herosi to najprawdopodobniej Tezeusz i Pejritoos. Jedna z grup ukazujących kobietę z centaurem przedstawia Hippodameję z Eurytionem. W dalszej kolejności umieszczono grupy centaurów atakujące kobiety i dzieci oraz Lipitów próbujących ich uwolnić.    

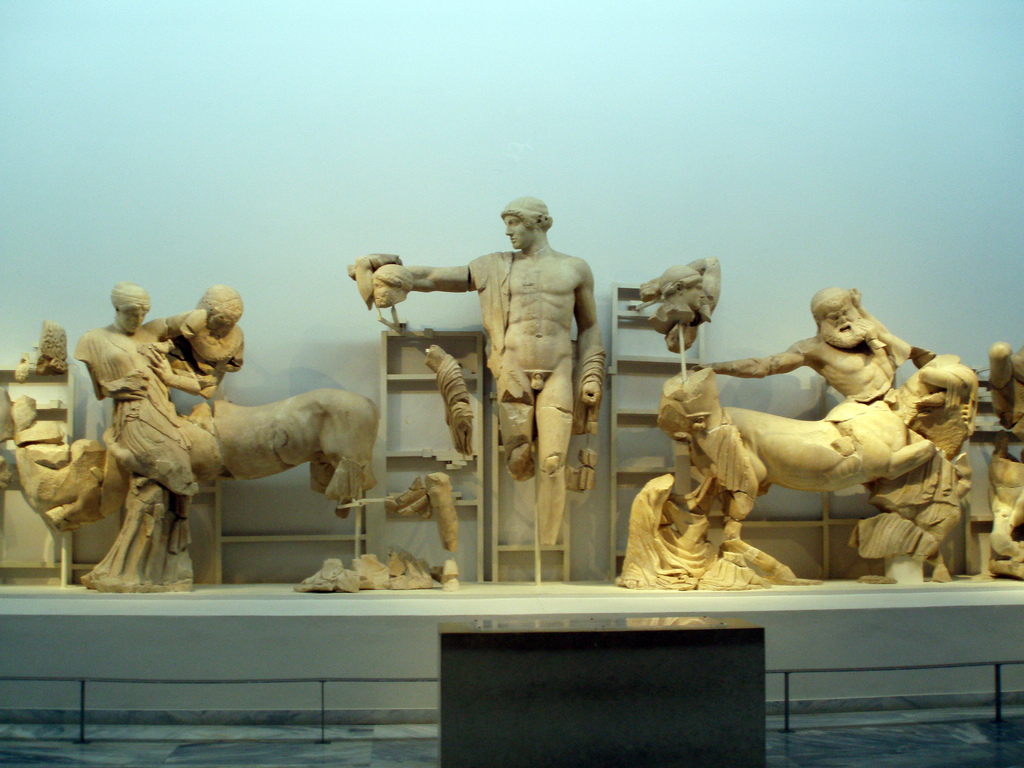
Dekoracja frontonu zachodniego – scena walki pomiędzy Lapitami a centaurami, Muzeum Archeologiczne w Olimpii

#### Metopy
Nad wejściami do pronosu i opistodomosu znajdowało się po sześć metop przedstawiających w sumie dwanaście prac Heraklesa – legendarnego inicjatora igrzysk olimpijskich. Według Pauzaniasza, metopy od strony wschodniej przedstawiały od lewej do prawej kolejno: dzika erymantejskiego, klacze Diomedesa, Geriona, Atlasa przynoszącego złote jabłka z ogrodu Hesperyd, (przedstawienie Cerbera z Hadesu – pominięte w opisie Pauazanisza) i stajnie Augiasza, a od strony zachodniej (od strony prawej do lewej): Amazonkę, łanię kerynejską, byka kreteńskiego, ptaki stymfalijskie, Hydrę lernejską i lwa nemejskiego. Wszystkie rzeźby wykonano w stylu surowym.

Trzy metopy ze wschodniej strony świątyni, Muzeum Archeologiczne w Olimpii
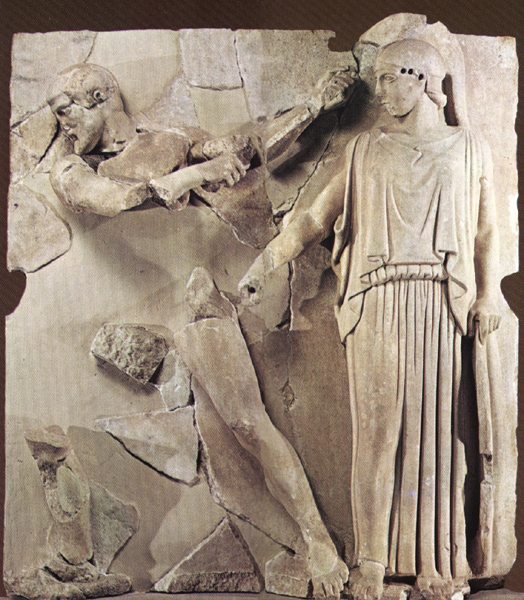
Oczyszczenie stajni Augiasza
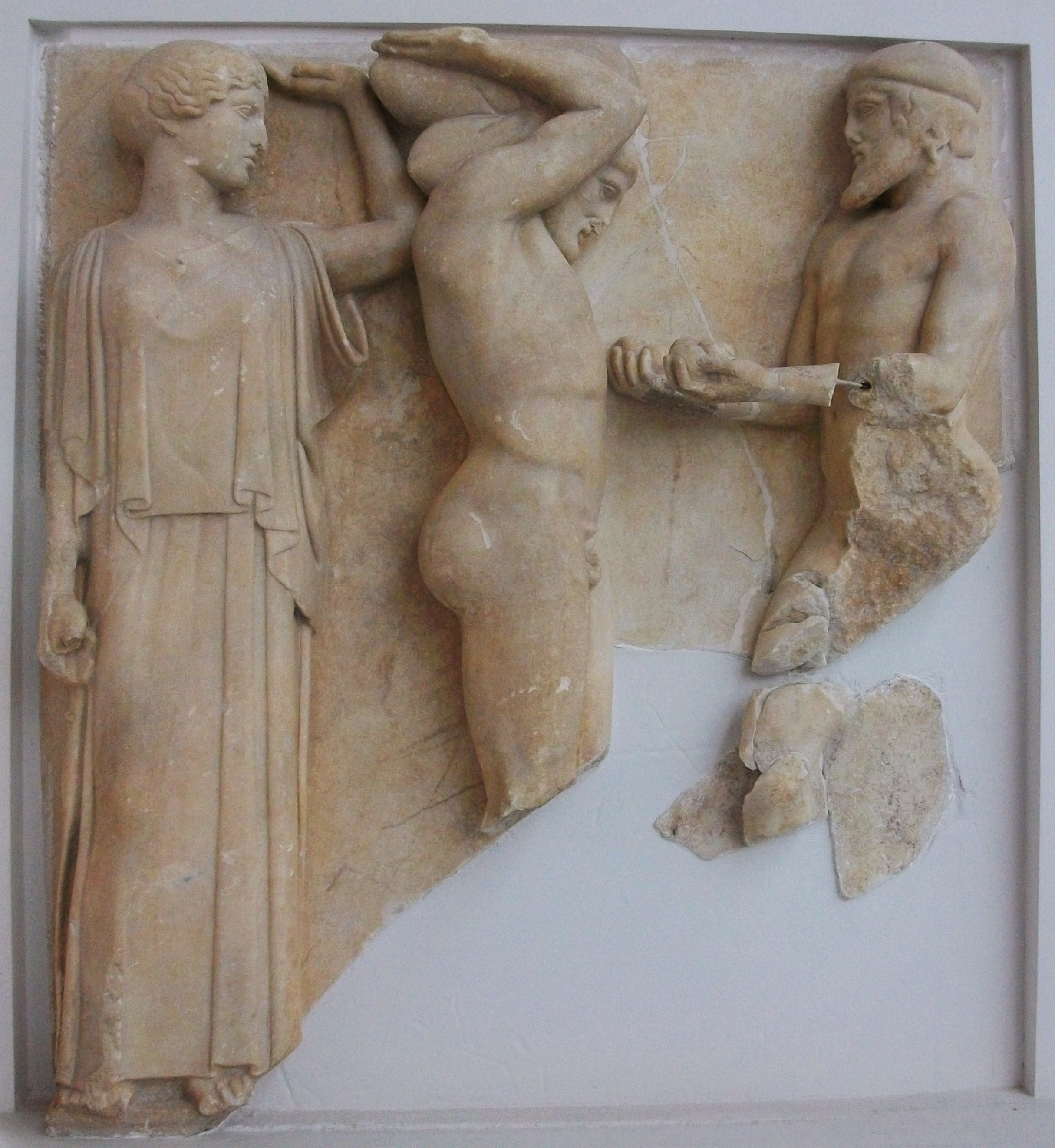
Przyniesienie złotych jabłek z ogrodu Hesperyd
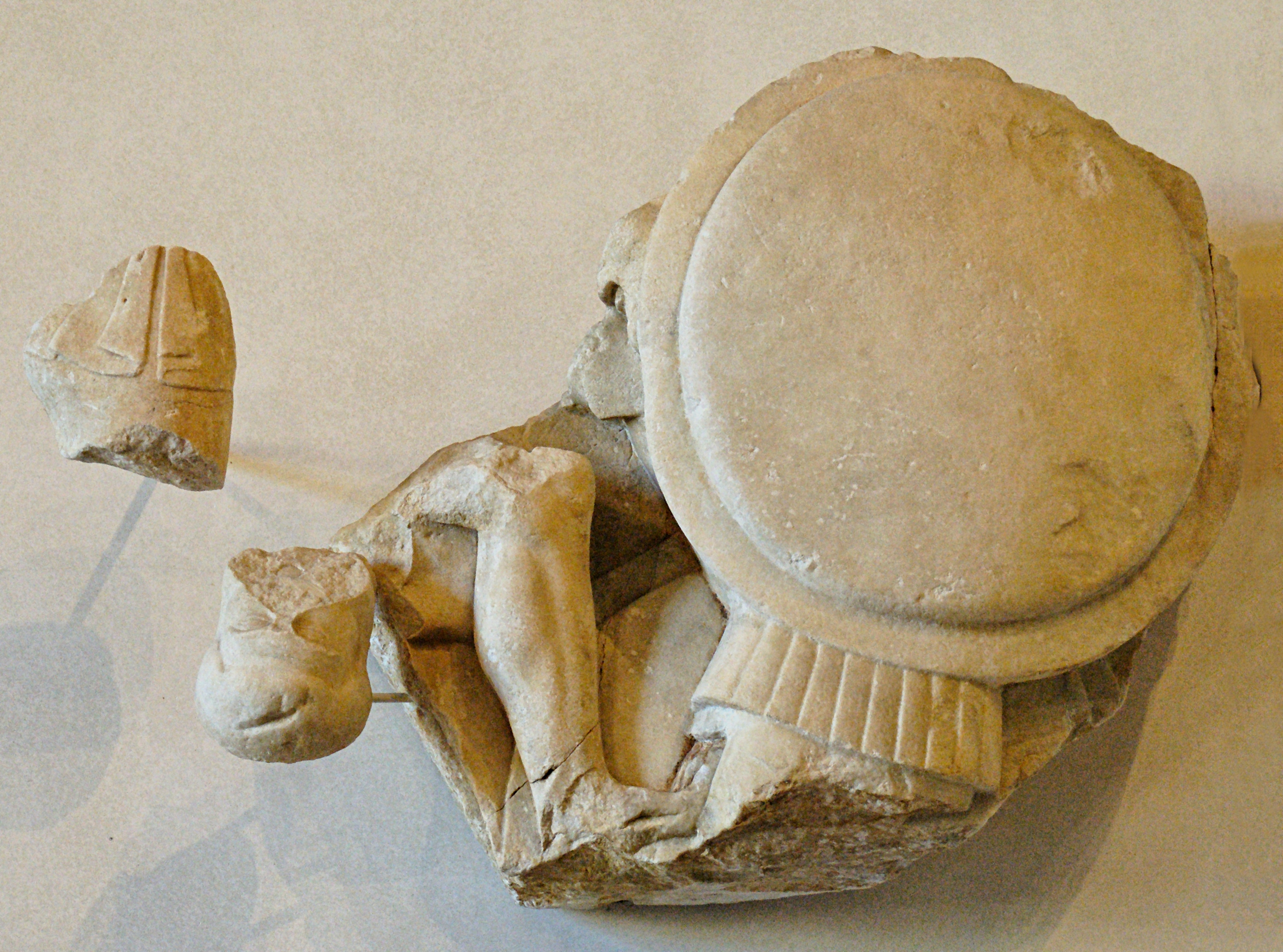
Uprowadzenie trzody Geriona

Trzy metopy z zachodniej strony świątyni, Muzeum Archeologiczne w Olimpii
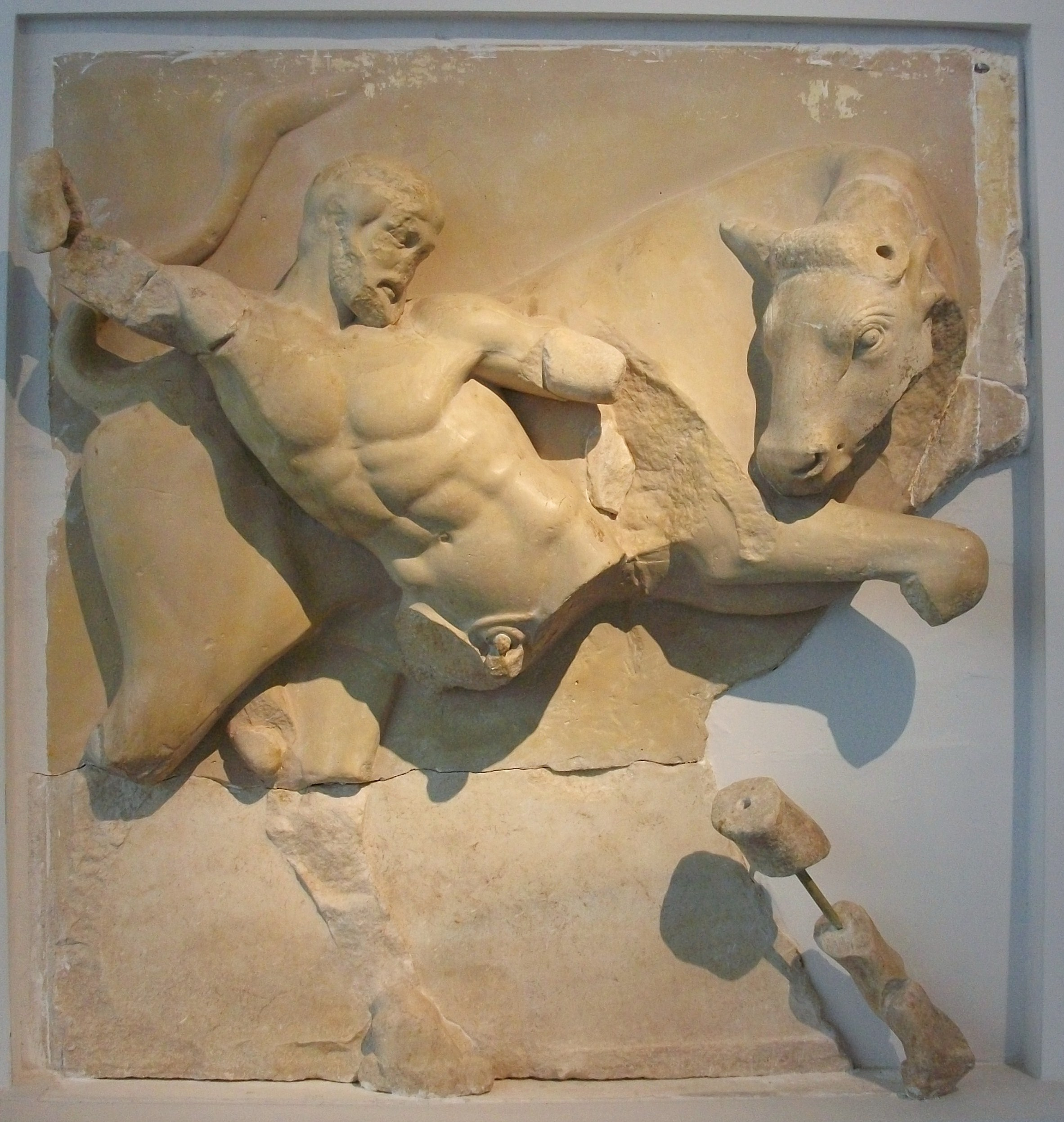
Schwytanie byka kreteńskiego
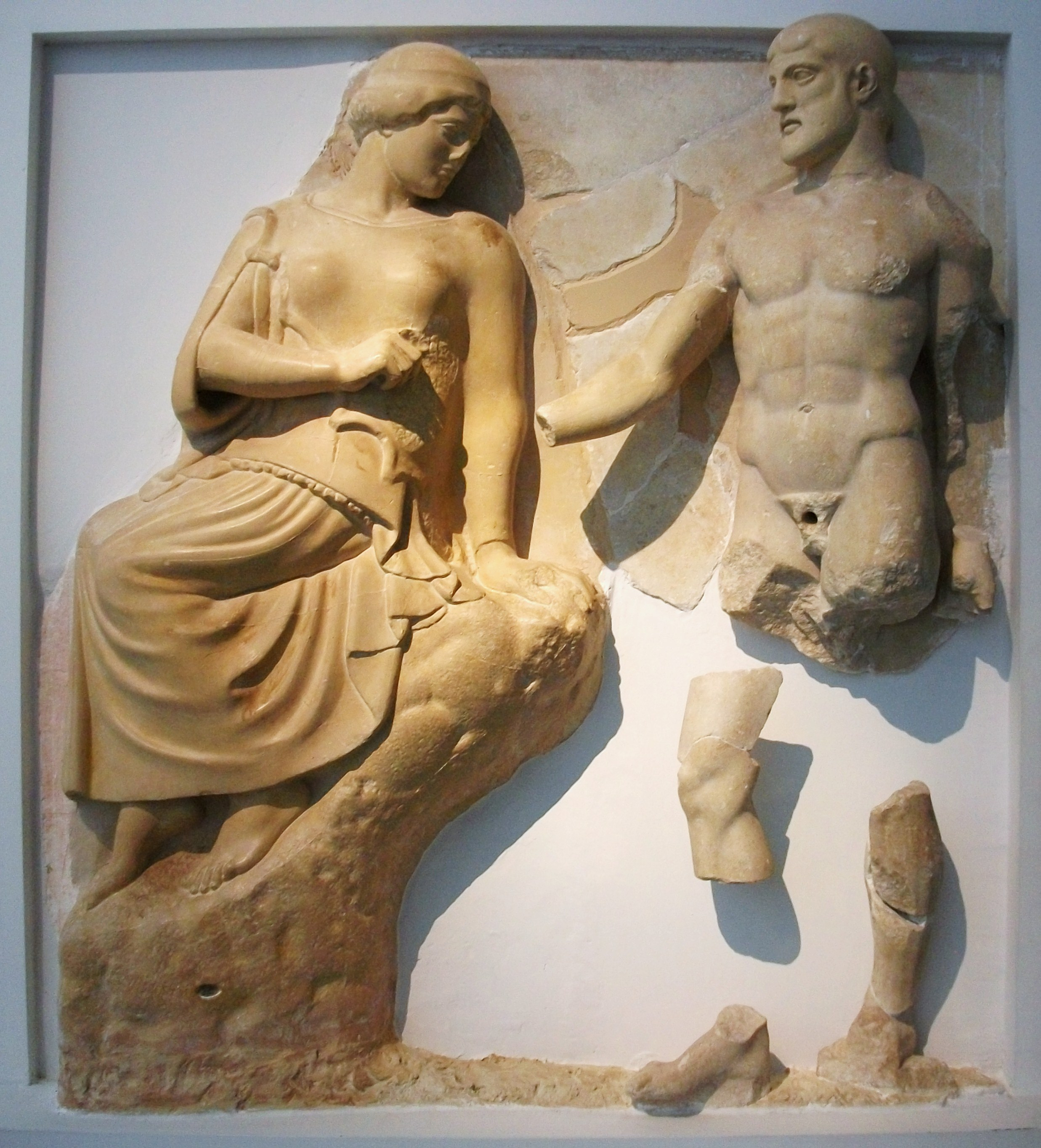
Przepędzenie ptaków stymfalijskich
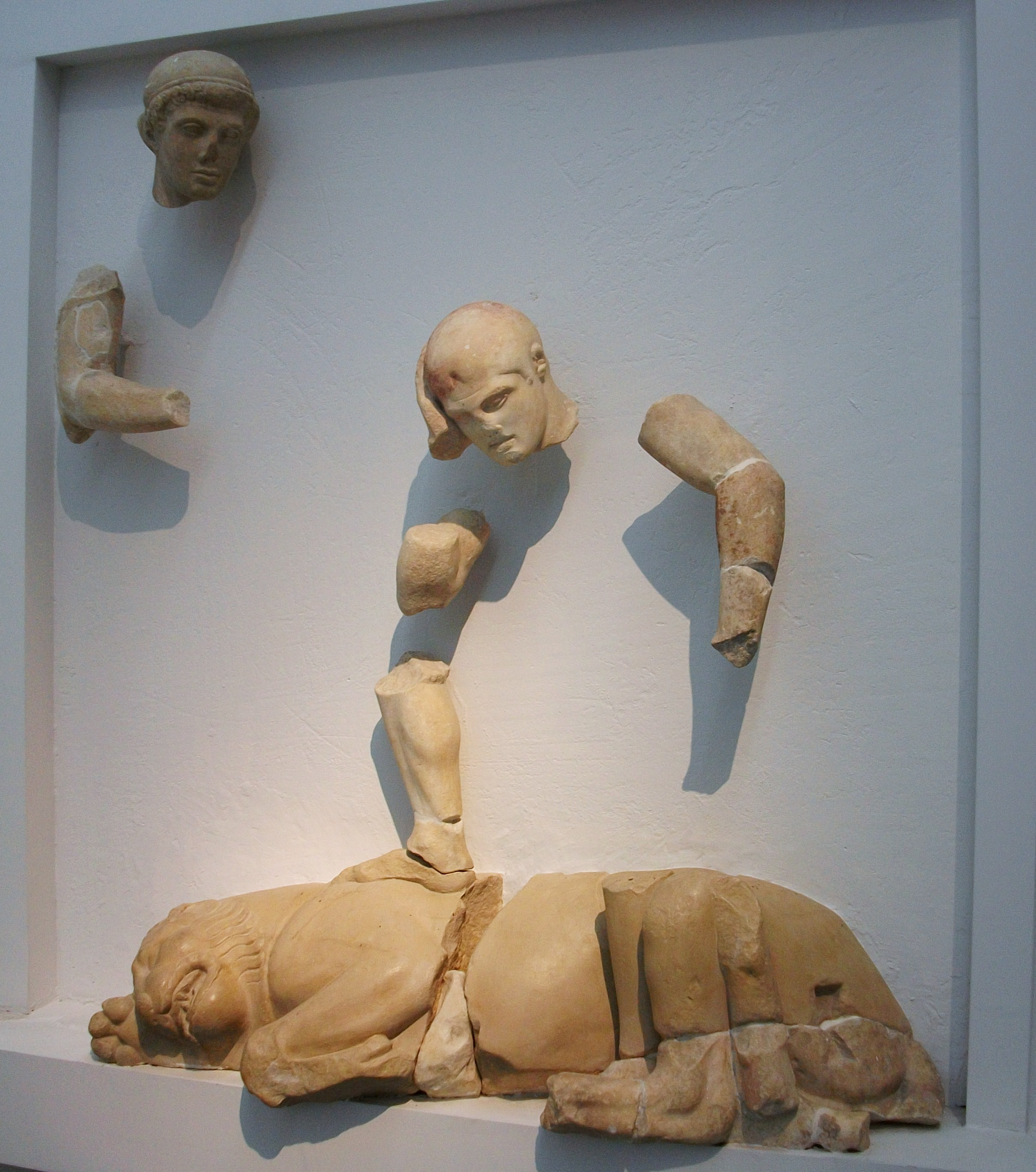
Zabicie lwa nemejskiego

Fragmenty bogatej dekoracji rzeźbiarskiej zostały odrestaurowane i znajdują się w Muzeum Archeologicznym w Olimpii. Metopy zostały natomiast wywiezione do Francji i znajdują się w Luwrze.